# Processó de les Laies
La passejada (o processó) de les Laies, és un dels actes populars més antics i celebrats de les Festes de Santa Eulàlia. L'acte va sorgir en les celebracions de la festa d'hivern de Ciutat Vella de l’any 1984. Se celebra a la diada de Santa Eulàlia el 12 de febrer, a partir de les set del vespre.
Consisteix en una concentració, una desfilada i els balls de les gegantes de Ciutat Vella que durant el dia son rebatejades com a Laies. La concentració té lloc a les 19:00 a la plaça Sant Josep Oriol. En aquest mateix lloc el públic és convidat a una xocolatada on, es distribueixen les característiques aspes de Santa Eulàlia què són les menges de la diada. La passejada s'inicia pròpiament a les 19:30, encapçalada per la Gegantona Laia, les dues Laies de la Plaça Nova i la Laia del Pi, acompanyades per formacions de grallers. La cercavila circula pel carrer del Pi, la plaça de Cucurulla, el carrer dels Boters, la Plaça Nova, els carrers del Bisbe i el carrer de Sant Sever fins a arribar a la Baixada de Santa Eulàlia on es troba la imatge d'aquesta col·locada en una fornícula. Allà, després de fer una ofrena floral es realitza el primer ball de Santa Eulàlia a càrrec de les dues gegantes Laia (geganta nova) i Laieta (geganta centenària) interpretat pels grallers. En acabar aquesta dansa les Laies arriben al seu últim destí, la plaça de Sant Jaume. Allà, cap a les 20:30 les gegantes Laia i Laieta desfilen sota el penó i se situen al centre de la plaça, a on ballen el ball de Santa Eulàlia per últim cop aquell dia conjuntament amb la interpretació musical de la Cobla Ciutat de Barcelona.